# Horní Dubňany

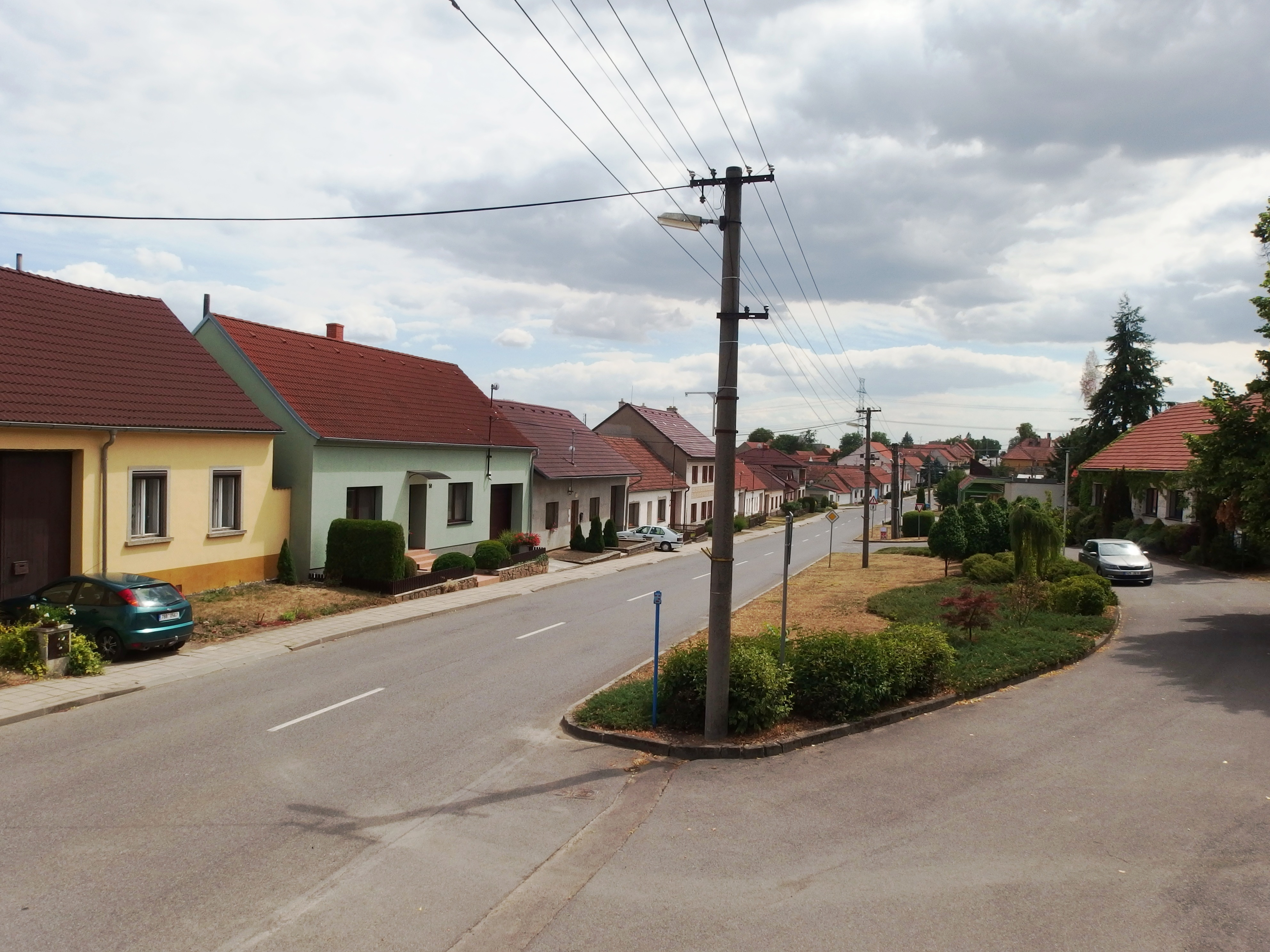
Hauptstraße

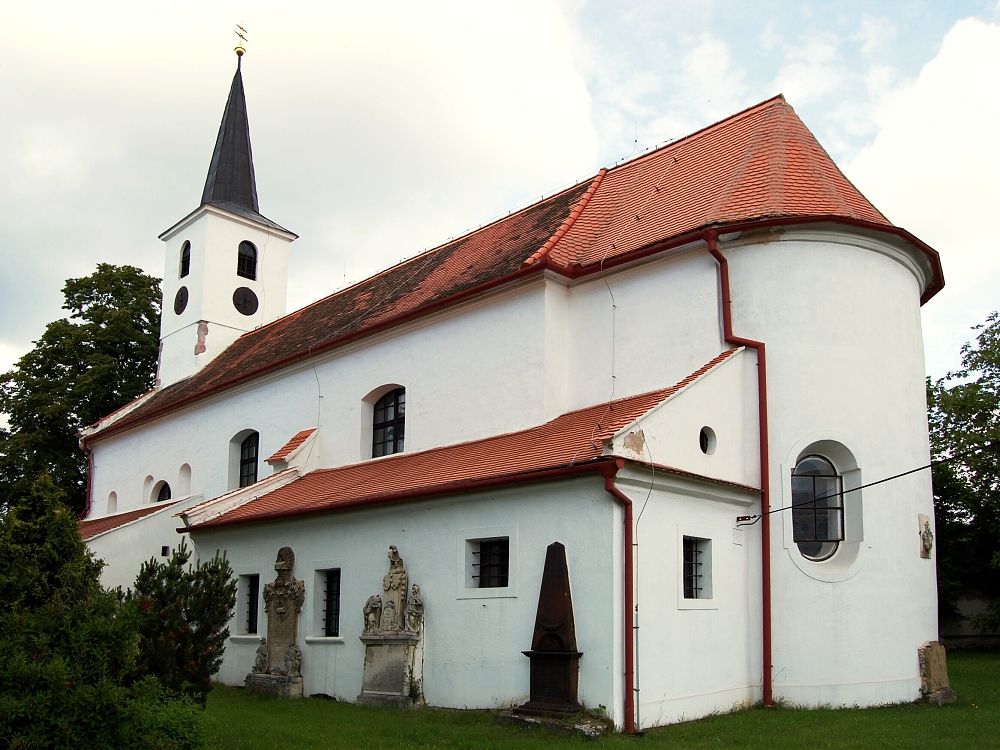
Kirche St. Peter und Paul

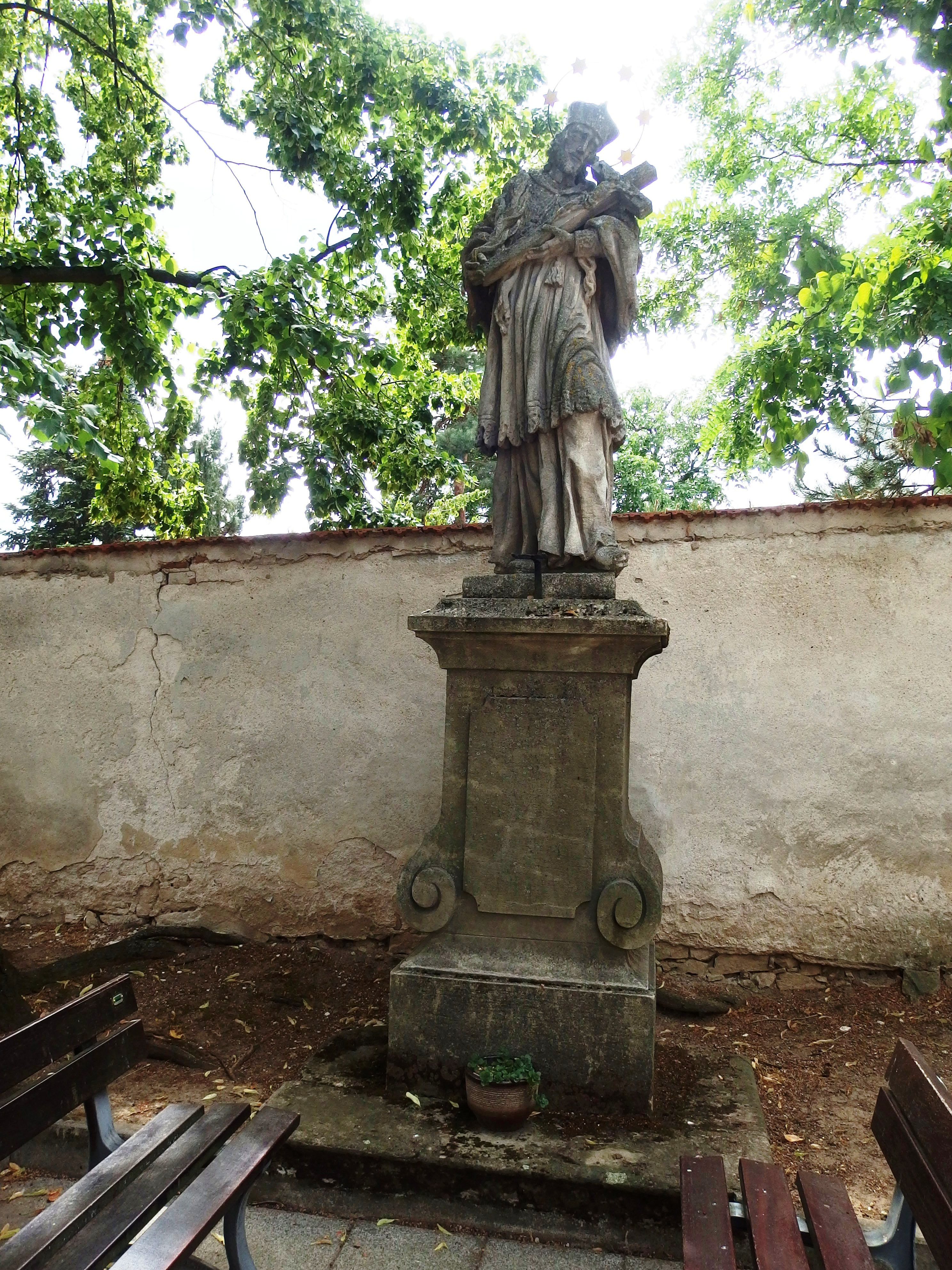
Statue des hl. Johannes von Nepomuk

Horní Dubňany (deutsch Ober Dubnian) ist eine Gemeinde in Tschechien. Sie liegt acht Kilometer westlich von Moravský Krumlov und gehört zum Okres Znojmo.

## Geographie
Horní Dubňany befindet sich im Quellgebiet des Baches Hornodubňanský potok in der Jevišovická pahorkatina (Jaispitzer Hügelland); am nordöstlichen Ortsrand entspringt der Dolnodubňanský potok. Im Nordosten erheben sich die Hájky (391 m n.m.), südlich der Strašák (351 m n.m.) und im Nordwesten der Velký kopec (392 m n.m.). Durch den Ort führt die Staatsstraße II/392 zwischen Dukovany und Tulešice, einen Kilometer nördlich des Dorfes verläuft die Anschlussbahn zum Kernkraftwerk Dukovany. 
Nachbarorte sind Dukovany und Lhánice im Norden, Biskoupky und Jamolice im Nordosten, Dolní Dubňany im Osten, Rybníky und Vémyslice im Südosten, Tulešice, Alinkov und Čermákovice im Süden, Horní Kounice und Rešice im Südwesten, Kordula im Westen sowie die Wüstung Heřmanice im Nordwesten.

## Geschichte
Archäologische Funde belegen eine Besiedlung des Gemeindegebietes seit der Jungsteinzeit; die ersten Siedler ließen sich in der Flur Požlany, die als fruchtbarste des Katasters gilt, nieder.
Die erste schriftliche Erwähnung des Ortes erfolgte im Jahre 1279 in einer Urkunde des Bischofs Bruno von Schauenburg, in der den Gomolitzer Tempelherren das Patronat über die Pfarrkirche in Dubin einschließlich der Filialkirchen Tokkowan und Bohuzlawitz bestätigt wird. Es wird angenommen, dass den Tempelherren auch der größte Teil des Dorfes gehört hat und seit Ende des 13. Jahrhunderts Teil der Besitzungen der neuen Kommende Tempelstein war. Über die weiteren Besitzer nach der 1312 erfolgten Aufhebung des Templerordens ist nichts überliefert. 1350 verschrieb Mrakeš von Lhota seiner Frau Lyda Einkünfte auf einem Hof, drei Gehöfte und zwei Huben des Dorfes. Im Jahre 1359 verkaufte Johann von Janowitz die Dörfer Dubin, Dukovany und die wüste Burg Rabenstein an Wok von Holstein. Bereits im Jahr darauf veräußerten dessen Erben, Drslaw von Schellenberg und Paul von Holstein, diese Güter an Reinwald von Rabenstein. Wenig später erwarb Johann von Lomnitz einem Teil des Gutes Horní Dubňany. Markgraf Jobst von Mähren überließ ihm 1408 den anderen, heimgefallenen Teil einschließlich des Kirchpatronats. 1415 überschrieb Johann von Lomnitz das Gut Dubin seiner Schwiegertochter Anna von Sternberg-Wesely als Morgengabe. Zur Unterscheidung der beiden Dörfer Dubin wurde ab 1417 der Namenszusatz Ober Dubin gebraucht. Annas Ehemann Johann von Lomnitz d. J. und dessen Bruder Marquard verkauften den Hof und das Kirchpatronat 1447 an Mathias Stosch von Arbolowic, der Horní Dubňany wenig später an Berchtold und Heinrich von Leipa veräußerte. Damit erlosch Horní Dubňany als landtäfliges Gut und wurde der Herrschaft Krumlow zugeschlagen. Im Jahre 1596 verkaufte Johann von Leipa das Dorf und die Pfarre Ober Dubnian zusammen mit Dukowan und der wüsten Burg Rabenstein an Heinrich Březnický von Náchod, der diese seinem Gut Tulleschitz zuschlug. Nachfolgende Besitzer waren ab 1615 Georg Graf von Náchod und danach dessen Sohn Leopold Ferdinand. Der Friedhof um die Kirche wurde 1631 aufgehoben und nördlich des Dorfes ein neuer angelegt. Während des Dreißigjährigen Krieges wurde Ober Dubnian 1642 und 1645 zweimal von schwedischen Truppen verwüstet; das Dorf und die Pfarre blieben noch lange verödet, lediglich sieben Häuser waren bewohnt. Leopold Ferdinand von Náchod verkaufte 1668 die verödeten Dörfer Ober Dubnian und Tulleschitz an den mährischen Landesadvokaten Matthäus Isidor Zablatzky. Dieser ließ das Dorf wieder besiedeln und um 1680 die Pfarrei errichten. Zablatzky vererbte 1695 die Güter Tulleschitz und Czermakowitz gemeinschaftlich seinen drei Söhnen. 1704 hinterließ Peter Paul Gabriel Zablatzky sein Drittteil seinen beiden Brüdern; nach dem Tode von Johann Wilhelm Franz Zablatzky wurde 1710 der überlebende Bruder Anton Raphael alleiniger Besitzer. Anton Raphael Zablatzky verlegte 1711 den Amtssitz von Czermakowitz nach Tulleschitz, wo er ein Schloss errichten ließ. Im Jahre 1756 zerstörte ein Großfeuer einen Teil des Dorfes, darunter die Kirche und den Pfarrhof. Zwischen 1758 und 1774 erfolgte der Wiederaufbau. Mit Anton Raphaels Sohn Johann erlosch das Geschlecht der Zablatzky von Tulleschitz 1785 im Mannesstamme. Zum Erben hatte er den Sohn seiner Schwester Josepha, Ernst Freiherr von Forgatsch, bestimmt; ihm folgte 1789 sein Bruder Johann Baptist. Im Jahre 1793 hatte das Dorf 320 Einwohner und bestand aus 53 Häusern. Während der Napoleonischen Kriege wurde Ober Dubnian in den Jahren 1805 und 1809 von französischen Truppen geplündert und verwüstet. Nach dem Tode des Friedrich von Forgatsch fielen beide Güter 1828 dessen Vater Ignaz von Forgatsch zu, der sie 1831 testamentarisch seinen minderjährigen Enkeln Wilhelm und Adelheid überschrieb. 1832 starben 18 Einwohner an der Brechruhr.
Im Jahre 1835 bestand das im Znaimer Kreis gelegene Dorf Ober-Dubnian bzw. Horno-Dubňany aus 75 Häusern mit 425 mährischsprachigen Einwohnern. Haupterwerbsquelle bildete die Landwirtschaft. Unter herrschaftlichem Patronat standen die zum Eibenschitzer Dekanat gehörige Pfarre, die Kirche St. Peter und Paul und die Schule. Im Ort gab es außerdem ein Wirtshaus. Ober-Dubnian war Pfarrort für Tulleschitz, Röschitz und Kordula. Der Amtssitz war Tulleschitz. Bis zur Mitte des 19. Jahrhunderts blieb Ober-Dubnian den vereinigten Gütern Tulleschitz und Czermakowitz  untertänig.  
Nach der Aufhebung der Patrimonialherrschaften bildete Horní Dubňany / Ober Dubnian ab 1849 eine  Gemeinde im Gerichtsbezirk Kromau. Ab 1869 gehörte das Dorf zum Bezirk Mährisch Kromau. Zu dieser Zeit hatte Horní Dubňany 423 Einwohner und bestand aus 80 Häusern. Auf Beschluss der Gemeindevertreter wurde 1896 die Straße zwischen Dukowan und Tulleschitz gebaut. Im Jahre 1900 lebten in Horní Dubňany 526 Personen; 1910 waren es 521. Nach dem Ersten Weltkrieg zerfiel der Vielvölkerstaat Österreich-Ungarn, die Gemeinde wurde 1918 Teil der neu gebildeten Tschechoslowakischen Republik. Im Jahre 1918 erhielten die Kirche, das Pfarrhaus und einzelne Häuser eine elektrische Beleuchtung; den Strom lieferte das 1909 in der ehemaligen Dukowaner Mühle an der Jihlava errichtete Wasserkraftwerk. Beim Zensus von 1921 lebten in den 107 Häusern der Gemeinde 511 Personen, davon 506 Tschechen. 1926 wurde das gesamte Dorf an die Stromversorgung der Westmährischen Elektrizitätswerke angeschlossen. Im Jahre 1930 bestand Horní Dubňany aus 110 Häusern und hatte 510 Einwohner. Nach der deutschen Besetzung wurde die Gemeinde 1939 in den Gerichtsbezirk Hrottowitz und den Kreis Mährisch Budwitz umgegliedert; bis 1945 gehörte Horní Dubňany / Oberdubnian zum Protektorat Böhmen und Mähren. In dieser Zeit wurden in der Gegend Bessarabiendeutsche angesiedelt, nach Oberdubnian kamen vier Familien. Im Erdgeschoss des Pfarrhauses richteten sich die deutschen Besatzer ein und verwiesen den Pfarrer in die Wohnung im ersten Stock, drei Monate später musste er das Haus ganz verlassen. Beim Heranrücken der Ostfront flohen die bessarabiendeutschen Familien am 3. Mai 1945 in Richtung Westen. Am 7. Mai 1945 begannen sowjetische Luftangriffe, bei denen in Oberdubnian ein Einwohner starb, drei verletzt wurden und ein Schaden von 250.000 Kč entstand. Einen Tag später besetzte die Rote Armee das Dorf. Nach dem Kriegsende erfolgte die Wiederherstellung der alten Bezirksstrukturen. Im Jahre 1950 hatte Horní Dubňany 450 Einwohner. Am 28. Oktober 1950 konstituierte sich in der Gemeinde ein Vorbereitungskomitee für die Gründung einer JZD, dessen sechsjährige Tätigkeit erfolglos blieb. Auf zunehmenden Druck staatlicher Stellen und Androhung von Räumungen schlossen sich 1956 schließlich 48 Landwirtsfamilien, die insgesamt 395 ha bewirtschafteten, zur JZD Horní Dubňany zusammen. In Eigenleistung der Einwohner entstand 1957 ein Kulturhaus. Im Zuge der Gebietsreform und der Aufhebung des Okres Moravský Krumlov wurde die Gemeinde am 1. Juli 1960 dem Okres Znojmo zugewiesen. Beim Zensus von 2001 lebten in den 112 Häusern von Horní Dubňany 316 Personen. Seit 2008 führt die Gemeinde ein Wappen und Banner.

## Sehenswürdigkeiten
- Kirche St. Peter und Paul, sie wurde 1279 erstmals erwähnt, der erhaltene Kern stammt aus der zweiten Hälfte des 12. Jahrhunderts. Nach dem Wiederaufbau nach dem Brand von 1756 ließen die Grundherren Zablatzky von Tulleschitz die Kirche 1775 durch den Anbau eines neuen Presbyteriums erweitern. Die Blätter der drei Altäre gestaltete der Brünner Maler Leopold Korompay, das wertvollste davon ist das Bildnis der hl. Drei Könige. Im Jahre 1910 wurde die Kirche neu ausgemalt; der Anstrich mit Ölfarben verhinderte, dass die Wände die Luftfeuchte aufnahmen. Dies führte zu Kondenswasser an den Wänden und Tropfwasser von der Decke. Für 20.600 Kč erhielt die Kirche im Sommer 1934 einen neuen Innenanstrich, die Wandgemälde schuf der Prager Maler Rudolf Adámek. In der Kirche befindet sich die Familiengruft der Zablatzky von Tulleschitz. An der Außenwand sind Epitaphien der Familie Zablatzky von Tulleschitz und des Besitzers des Gutes Röschitz, General Karl de Ville sowie der Freiherren Forgatsch-Gymesch erhalten.
- Statue des hl. Johannes von Nepomuk, an der alten Friedhofsmauer
- Gedenkstein für die Opfer beider Weltkriege
- Mehrere Wegkreuze